# Titularbistum Drivastum
Drivastum (ital.: Drivasto) ist ein Titularbistum der römisch-katholischen Kirche.
Es geht zurück auf ein früheres Bistum der gleichnamigen antiken Stadt (heute Drisht) in der römischen Provinz Dalmatia bzw. Dalmatia Superior. Der Bischofssitz war der Kirchenprovinz Doclea zugeordnet.
| Titularbischöfe von Drivastum |                                               |                                                                       |                   |                   |
| Nr.                           | Name                                          | Amt                                                                   | von               | bis               |
| 1                             | Pedro Fernández de Jaén OP                    | Weihbischof in Jaén (Königreich Spanien)                              | 20. März 1525     |                   |
| 2                             | Cipriano Cassini SJ                           | Apostolischer Vikar von Pengpu (China)                                | 23. Dezember 1936 | 11. April 1946    |
| 3                             | Daniel Liston CSSp                            | Koadjutorbischof von Port-Louis (Mauritius)                           | 13. März 1947     | 19. Dezember 1949 |
| 4                             | João Floriano Loewenau OFM                    | Prälat von Santarém (Brasilien)                                       | 8. September 1950 | 4. Juni 1979      |
| 5                             | Rafael Barraza Sánchez                        | Weihbischof in Durango (Mexiko)                                       | 26. Oktober 1979  | 19. Oktober 1981  |
| 6                             | Traian Crișan                                 | Sekretär der Kongregation für die Selig- und Heiligsprechungsprozesse | 7. Dezember 1981  | 6. November 1990  |
| 7                             | Bruno Bertagna Titularerzbischof pro hac vice | Kurienbischof und Kurienerzbischof                                    | 15. Dezember 1990 | 31. Oktober 2013  |
| 8                             | Paul Tighe                                    | Sekretär des Päpstlichen Rates für die Kultur                         | 19. Dezember 2015 |                   |